# USS Montpelier (CL-57)
Pour les autres navires du même nom, voir USS Montpelier.
L'USS Montpelier (CL-57) est un croiseur léger de classe Cleveland entré en service dans l'United States Navy durant la Seconde Guerre mondiale.

## Caractéristiques
La classe Cleveland est la classe de croiseurs la plus nombreuse jamais construite : ce sont 29 navires (dont 2 substantiellement modifiés) sur les 52 initialement prévus qui entrent en service dans l'United States Navy, plus 9 autres convertis en porte-avions légers. Ils sont conçus pour respecter le second Traité naval de Londres signé en 1936. Le blindage est sensiblement le même que la classe précédente, la classe St. Louis. L'armement principal du Montpelier est constitué de quatre tourelles triples de canons de 6 pouces de 47 calibres. Six tourelles doubles de canons de 5 pouces de 38 calibres à usage double sont installées en diamant afin de couvrir une large zone. Enfin, l'armement antiaérien est composé de quatre tourelles quadruples et quatre tourelles doubles de canons de 40 mm Bofors et de 17 canons de 20 mm Oerlikon.

## Histoire
La construction de l'USS Montpelier commence le 2 décembre 1940 ; il est lancé le 12 février 1942 et entre en service le 9 septembre 1942. Il part ensuite de Norfolk pour Nouméa en Nouvelle-Calédonie, qu'il atteint le 18 janvier 1943, avant de rejoindre Éfaté dans les Nouvelles-Hébrides le 25 janvier. Le croiseur opère à partir de ce port les mois suivants, participant à la bataille de l'île de Rennell qui marque la fin de la bataille de Guadalcanal. Après avoir couvert le débarquement dans les îles Russell le 21 février, il bombarde un aérodrome japonais sur l'île de Kolombangara et aide à couler un destroyer japonais dans la nuit du 5 au 6 mars lors de la bataille du détroit de Blackett. Dans la nuit du 29 au 30 juin, en compagnie de trois autres croiseurs, le navire bombarde l'île de Poporang dans les îles Salomon afin de préparer l'invasion de la Nouvelle-Géorgie. Dans la nuit du 11 juillet, il bombarde Munda, permettant l'avancée des troupes américaines ; il passe les quatre mois suivants dans la zone afin de couper la retraite des troupes japonaises. Après un passage par Sydney, le Montpelier devient le navire amiral de la Task Force 39 pour l'invasion des îles du Trésor et de Bougainville. Le 1er novembre le croiseur bombarde le nord de Bougainville et les îles de Porporang et de Ballale. Dans la nuit, la TF 39 participe à la bataille de la baie de l'Impératrice Augusta ; les américains coulent un croiseur et un destroyer japonais et en endommagent deux autres, empêchant les forces japonaises d'atteindre le débarquement en cours sur Bougainville, ce qui aurait eu des conséquences désastreuses. Le Montpelier, en sus de sa participation à la destruction de l'un des navires japonais, abat cinq avions ennemis.
En février, le croiseur participe à la couverture du débarquement sur les îles Green, en mars il patrouille au sud des îles Truk et couvre l'invasion d'Emirau, avant de participer en juin aux bombardements sur Saipan dans le cadre de l'opération Forager. Du 19 au 21 juin, il participe à la bataille de la mer des Philippines avec la Task Force 58, avant de retourner dans les îles Mariannes pour bombarder Saipan, Tinian et Guam. Le 2 août, le navire prend la direction des États-Unis afin d'y subir un carénage. De retour sur le théâtre des opérations dans le golfe de Leyte le 25 novembre, le Montpelier abat quatre avions japonais durant une patrouille. À partir du 12 décembre, il fournit un appui-feu aux troupes américaines durant la bataille de Mindoro. En janvier 1945 il participe à la couverture de l'invasion du golfe de Lingayen avant de participer à des opérations vers Mariveles, Corregidor et Palawan ; du 14 au 23 avril, le croiseur participe à la bataille de Mindanao. Il arrive à Bornéo le 9 juin avant de fournir un soutien à diverses opérations amphibies au large de Balikpapan, avant de patrouiller en mer de Chine orientale jusqu'à la fin de la guerre. Il participe ensuite à diverses opérations liées à l'occupation du Japon par les Américains avant de quitter les eaux japonaises le 15 novembre. Il rallie l'Atlantic Fleet le 11 décembre avant de rejoindre la flotte de réserve le 1er juillet 1946. Le Montpelier est mis en réserve le 24 janvier 1947 à Philadelphie avant d'être retiré du service le 1er mars 1959 puis vendu pour démolition le 22 janvier 1960.

## La vie sur leMontpelier
Plusieurs années après la guerre, James J. Fahey (1918-1991), matelot de première classe, a publié Journal d'un marin du Pacifique (Pacific War Diary: 1942 - 1945, The Secret Diary of an American Sailor). Ce journal offre le point de vue d'un marin sur son expérience à bord de l'USS Montpelier, de son départ de Philadelphie le 13 décembre 1942 à son retour à New York le 18 décembre 1945. Alors qu'il était normalement interdit par la Navy de tenir un journal personnel, le journal de Fahey est un précieux témoignage sur l'histoire du Montpelier, ainsi que sur la vie des marins américains au cours de la Seconde Guerre mondiale. 

## Battle stars
L'USS Montpelier a reçu treize battle stars pour son service lors de la Seconde Guerre mondiale.